# 페피콘호
페피콘호(Lake Pfäffikon) 또는 페피커제(독일어: Pfäffikersee)는 스위스 취리히주의 페피콘 마을 근처에 있는 호수이다. 길이 2.5km, 중앙 폭 1.3km이다. 호수는 빙퇴석이 빈터투어를 향해 북쪽으로 호수를 비울 수 있는 능력을 차단했을 때 마지막 빙하기에 만들어졌다. 호수 주변에는 사람들이 자주 자전거를 타고 걸을 수 있는 하이킹 코스가 있으며, 이 지역은 보호구역으로 간주된다. 그 중 로벤하우저 라이트와 선사 시대 정착지 베치콘-로벤하우젠을 야콥 메시코머(Jakob Messikommer, 1828-1917)가 발견하고 조사하여 유네스코 세계문화유산의 연속 사이트가 된 알프스 주변의 선사시대 말뚝 주거지가 되었다. 로마 시대에는 페피커제를 따라 비쿠스 켄툼 프라타(켐프라덴)에서 오버제 – 취리히호를 거쳐 비투두룸(오버빈터투어)을 거쳐 타스케티움( 에쉔츠)에서 라인강까지 이어지는 로마 도로가 있었다. 이 중요한 운송로를 확보하기 위해 이르겐하우젠 카스트룸이 건설되었다.